# Saint-Germain-lès-Senailly
Saint-Germain-lès-Senailly település Franciaországban, Côte-d’Or megyében. Lakosainak száma 113 fő (2022. január 1.). Saint-Germain-lès-Senailly Quincerot, Crépand, Quincy-le-Vicomte és Senailly községekkel határos.

## Népesség
A település népessége az elmúlt években az alábbi módon változott:
| Lakosok száma | 78   | 100  | 100  | 98   | 101  | 116  | 125  | 131  | 125  | 113  |
|               | 1968 | 1982 | 1990 | 2006 | 2013 | 2015 | 2017 | 2019 | 2020 | 2022 |